# Celcius
Albums de Tech N9ne
Anghellic
(2001) Absolute Power
(2002)
Celcius est le quatrième album studio du rappeur Tech N9ne, sorti en septembre 2002, et le dernier avant la création du label Strange Music.

## Liste des titres
| No  | Titre                                                                        | Contient un (des) sample(s) de | Durée |
| --- | ---------------------------------------------------------------------------- | ------------------------------ | ----- |
| 1.  | He Wanna Be Paid                                                             |                                | 4:56  |
| 2.  | Call Girlz (featuring Don Juan)                                              |                                | 4:36  |
| 3.  | Be Warned                                                                    | Tubular Bells de Mike Oldfield | 2:04  |
| 4.  | Boss Doggs (featuring 57th Street Rogue Dog Villians)                        |                                | 4:43  |
| 5.  | Sprung (featuring Don Juan, Paul Law et Nachia Cayson)                       |                                | 4:21  |
| 6.  | All I Want                                                                   |                                | 5:13  |
| 7.  | Nasty Girl (featuring Don Juan, L.V. et Rock Money)                          | Nasty Girl de Vanity 6         | 6:04  |
| 8.  | Pop That Thang (interprété par Macc James)                                   |                                | 3:33  |
| 9.  | Shoot Tha Shit (featuring Bigbear et Don Juan)                               |                                | 5:15  |
| 10. | Ride Wit Me (interprété par 57th Street Rogue Dog Villians featuring Severe) |                                | 3:53  |
| 11. | Blue Streak                                                                  |                                | 4:10  |
| 12. | We Dem Boyz (interprété par Jok3r)                                           |                                | 3:40  |
| 13. | Mizery (featuring Macc James)                                                |                                | 4:45  |
| 14. | Celcius (featuring Don Juan)                                                 |                                | 4:48  |